# Gembong (Gembong)
Gembong is een bestuurslaag in het regentschap Pati van de provincie Midden-Java, Indonesië. Gembong telt 8897 inwoners (volkstelling 2010).